# Drevenack
Drevenack ist ein Ortsteil der Gemeinde Hünxe im Kreis Wesel am unteren Niederrhein in Nordrhein-Westfalen.

## Geographie

Lage von Drevenack in der Gemeinde Hünxe

Geographisch gesehen ist Drevenack ein eigenständiges Dorf, das rund 2 km nördlich von Hünxe und 10 km östlich von Wesel liegt, mit derzeit 3.447 Einwohnern (Stand März 2024). Die Fläche des Ortsteils beträgt 30,064 km². Zu Drevenack gehört der an der Bundesstraße 58 liegende Ortsteil Peddenberg. Zudem liegt Drevenack im Naturpark Hohe Mark-Westmünsterland und bietet durch Felder, Wald und Gewässer eine abwechslungsreiche Natur.

## Geschichte

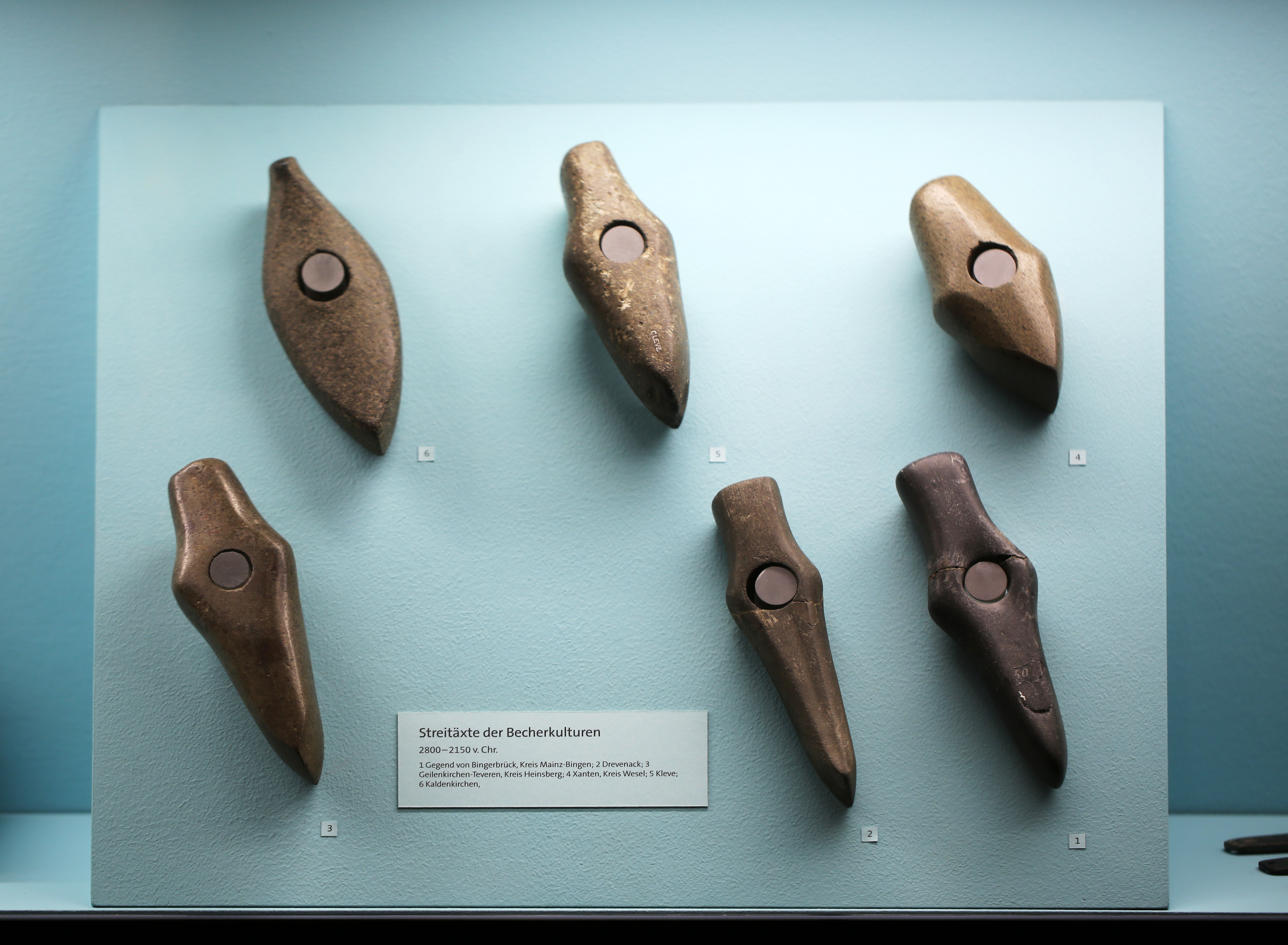
Fundstück der Steinzeit aus Drevenack (Hünxe)

Die ersten Zeugnisse der Drevenacker Geschichte sind etwa 2600 Jahre alt. Bei Baggerarbeiten fand man die Reste von verbrannten Gebeinen und Tonscherben, die restauriert worden sind und sich im Rheinischen Landesmuseum in Bonn befinden. Urkundlich wird Drevenack zum ersten Mal Anfang des 14. Jahrhunderts im liber valoris erwähnt. Das Dorf gehörte zum Herzogtum Kleve.
Ein wichtiger Ort in Drevenack war das Gut Haus Schwarzenstein, ein landtagsfähiger Lehenssitz des Herzogtums Kleve. Das Schloss wechselte oft den Besitzer und gehörte zeitweise den Freiherren von Krudenburg. Allerdings wurde es im Zweiten Weltkrieg zerstört und nur mangelhaft wieder aufgebaut und dient heute als Reithof, der Schleppjagden mit Hundemeuten veranstaltet.
Am Ende des Zweiten Weltkriegs wurde Drevenack zur Zufluchtsstelle vieler Weseler Bürger, nachdem ihre Stadt beim Übertritt der englischen und kanadischen Truppen über den Rhein zu 98 % zerstört worden war. Auch Drevenack wurde in Mitleidenschaft gezogen, allerdings nicht stark zerstört.
Am 1. Januar 1975 wurde Drevenack nach Hünxe eingemeindet.

## Wappen
| Wappen der früheren Gemeinde Drevenack | Blasonierung: „Im geteilten Schild oben in Rot ein linksschräger silberner (weißer) Pfeil; unten in Gold (Gelb) an der Teilungslinie, eine halbe rote Lilienhaspel.“ |
| Wappen der früheren Gemeinde Drevenack | Wappenbegründung: Das Wappen wurde am 25. September 1967 vom nordrhein-westfälischen Innenminister verliehen. Es basiert auf dem alten Schöffelsiegel der Gemeinde. Der Pfeil ist ein Symbol des hl. Sebastian, dem Schutzpatron Drevenacks. Die Lilienhaspel stammt aus dem Wappen des Herzogtums Kleve, zu dem die Gemeinde früher gehörte. |

## Banner
|  | 00Banner: „Das Banner ist Gelb—Rot—Gelb im Verhältnis 1:1:3 quergestreift, mit einem schräglinks gelegten weißen Pfeil im roten Streifen und der unteren Hälfte einer roten Lilienhaspel unmittelbar unterhalb des roten Streifens.“ |

## Sehenswürdigkeiten

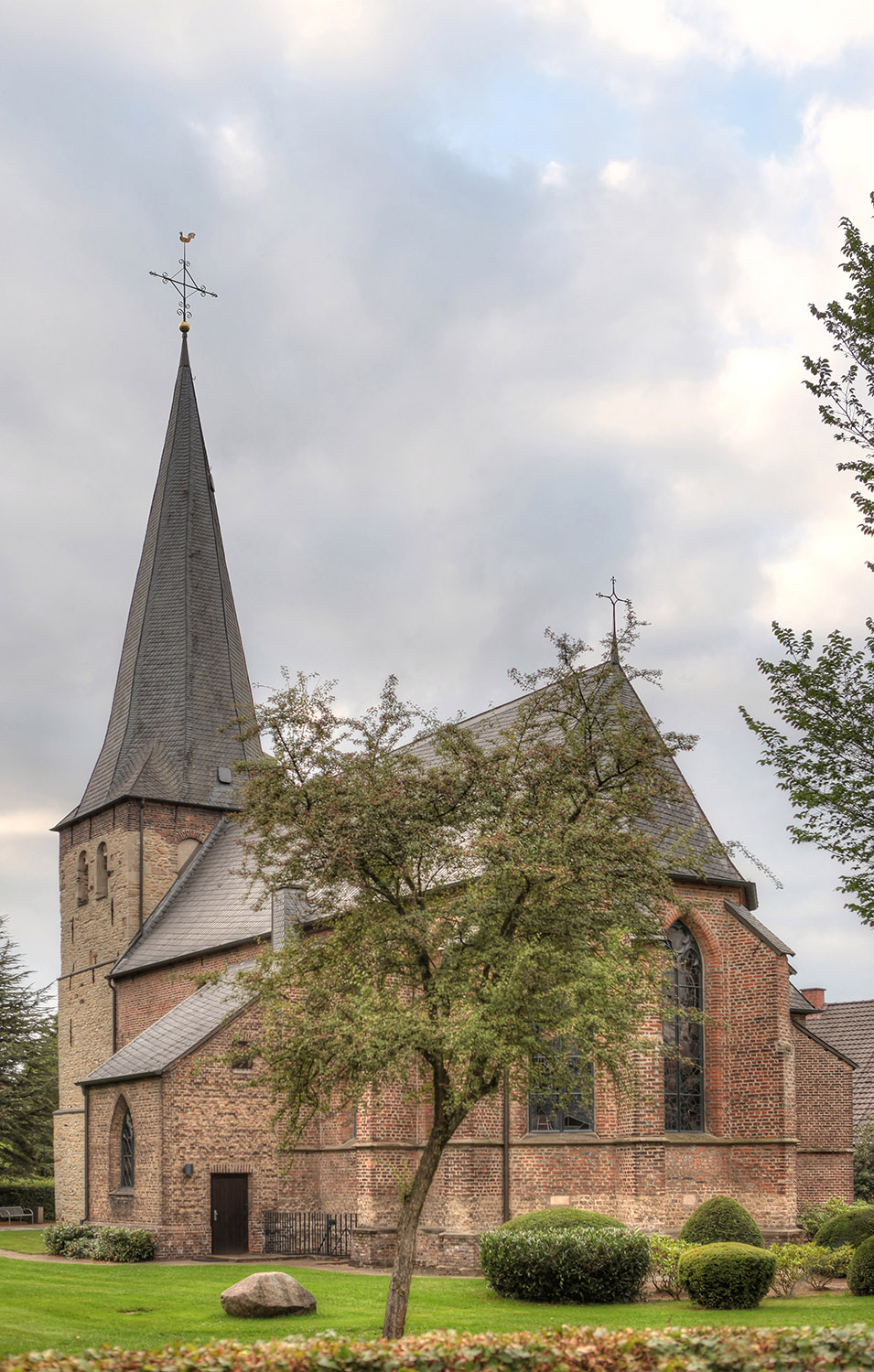
Evangelische Kirche Drevenack

Sehenswert ist die denkmalgeschützte evangelische Kirche.

## Naturschutzgebiete
Im südlichen Teil von Drevenack liegt das Naturschutzgebiet Drevenacker Dünen, im Norden der B58 gelegen die beiden Naturschutzgebiet Plankenbach und Oberer Hollebach.

## Infrastruktur

### Verkehr
Das Dorf war über den 1874 eröffneten Bahnhof Drevenack an der Bahnstrecke Haltern–Venlo (Teilstrecke der Hamburg-Venloer Bahn) von Wesel nach Haltern am See erschlossen. Der letzte Personenzug fuhr 1960, 1974 wurde der Bahnhof für den Güterverkehr geschlossen.
Heute erschließen die Schnellbus-Linien SB 3 von Wesel nach Dinslaken, 299 von Wesel nach Dorsten und X05 von Wesel über Schermbeck nach Dorsten zusammen mit einem Bürgerbus den Ort.
Durch Drevenack führen ca. 15 ausgewiesene Radrouten, darunter auch der kontinentale Pilgerweg.

### Öffentliche Einrichtungen
Kulturell bedeutsam sind in Drevenack die evangelische Kirche und das Otto-Pankok-Museum sowie das Gut Schwarzenstein. Im Bildungsbereich besitzt Drevenack zwei Kindergärten und eine Grundschule, die Otto-Pankok-Schule, außerdem verschiedene Sportvereine.

## Persönlichkeiten

### Söhne und Töchter des Ortes
- Erich Bohnekamp (1901–1955), ehemaliger Bürgermeister des Amtes Schermbeck
- Ulrich Freese (* 1951), Gewerkschafter und Politiker (SPD)
- Rainer Keller (1965–2022), Politiker (SPD)

### Mit Drevenack verbunden
- Johann Heinrich Christian Nonne (1785–1853), Dichter, Theologe und 1808–15 Pfarrer in Drevenack
- Erich Bockemühl (1885–1968), Lehrer und Organist in Drevenack
- Otto Pankok (1893–1966), Maler, Graphiker und Bildhauer (Pankok-Museum in Drevenack)
- Hulda Pankok (1895–1985), Journalistin und Verlegerin, mit Otto Pankok verheiratet
- August Oppenberg (1896–1971), Maler, lebte während des Zweiten Weltkriegs in Drevenack